# 希科里希尔斯 (伊利诺伊州)
希科里希尔斯（英語：Hickory Hills）是一個位於美國伊利諾伊州庫克縣的城市。

## 地理
希科里希尔斯的座標為41°43′26″N 87°49′37″W / 41.72389°N 87.82694°W，而該地的平均海拔高度為207米（即680英尺）。

## 人口
根據2010年美國人口普查的數據，希科里希尔斯的面積為7.32平方千米，當中陸地面積為7.32平方千米，而水域面積為0.00平方千米。當地共有人口14049人，而人口密度為每平方千米1,919.26人。